# 集合型風力発電所

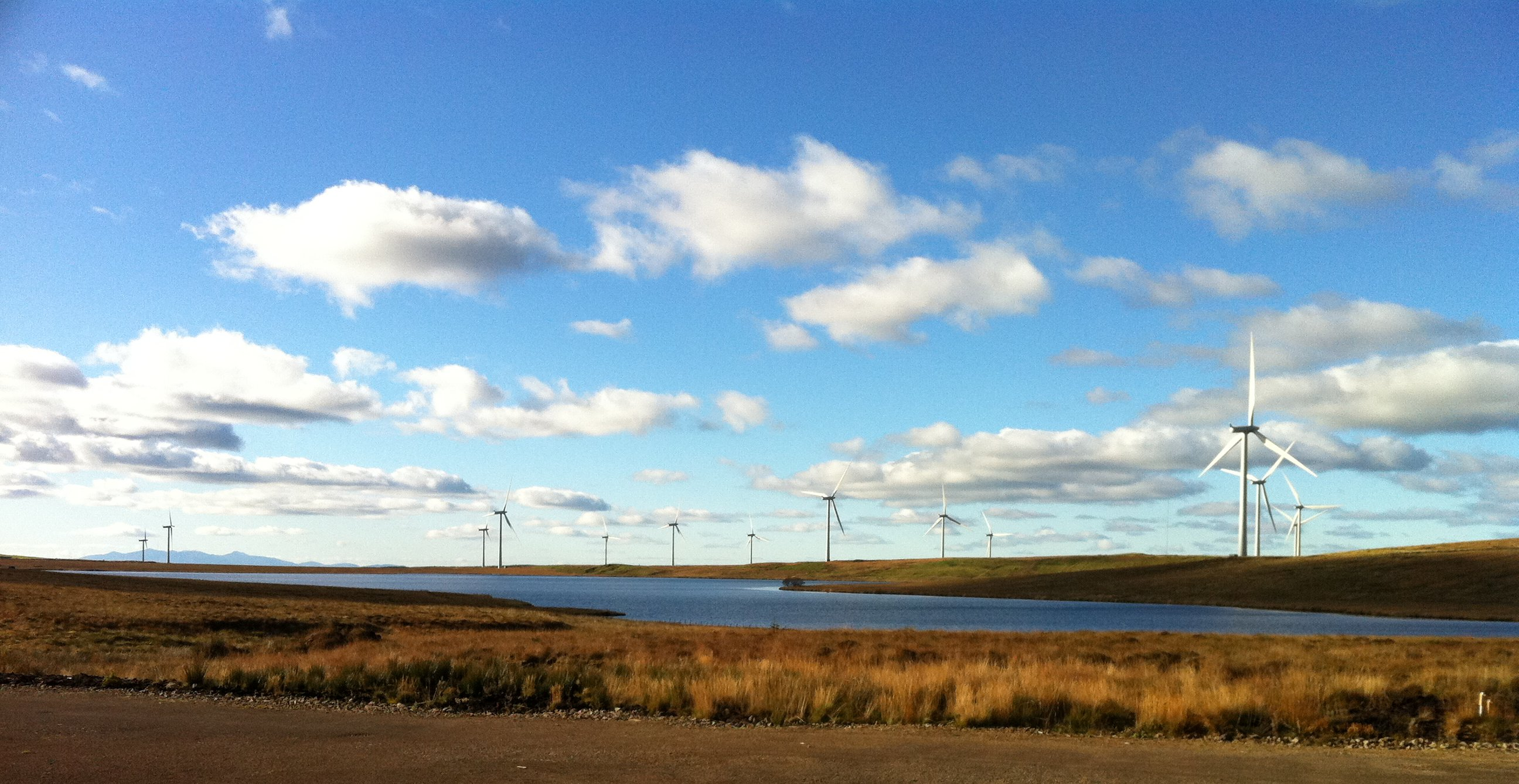
Whitelee Wind Farm（スコットランド）

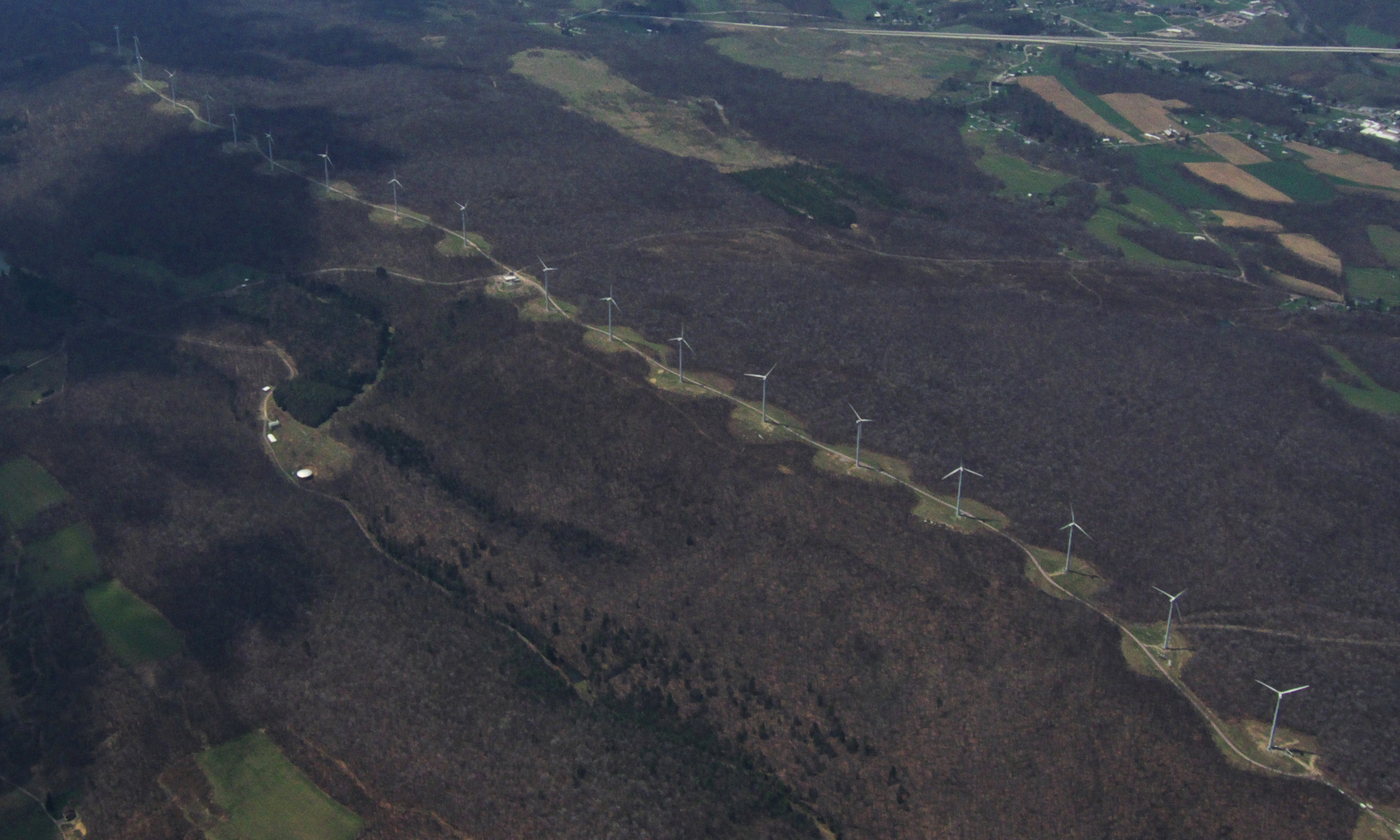
Meyersdale Wind Project（ペンシルベニア州南部）

集合型風力発電所（しゅうごうがたふうりょくはつでんしょ）またはウィンドファーム（wind farm）は、多数の風力タービンを1カ所に設置し発電する施設。大規模なものでは数百平方マイルの広大な敷地に数百の風力タービンが並ぶが、タービンとタービンの間の土地は農耕など他の用途に利用できる。洋上に設置される場合もある。
大規模な陸上の集合型風力発電所は主にアメリカ合衆国にある。2013年現在、陸上で世界最大の集合型風力発電所はカルフォルニア州にあるアルタウインドエナジーセンターで1,320 MWの発電能力がある。それに次いでロスコー風力発電所(781.5 MW)やホースホロー風力エネルギーセンター（735.5MW）がある。2010年11月現在、洋上で世界最大の集合型風力発電所はイギリスの Thanet Offshore Wind Project で、300MWの発電能力があり、それに次ぐのがデンマークの Horns Rev II（209MW）である。

## 設計
集合型風力発電所は、多数の風力タービンを1カ所に設置し発電する施設である。タービンを中程度の電圧（通常34.5kV）の集電システムと通信ネットワークに繋いである。変電所の変圧器でこの中程度の電圧をより高い電圧に変換し、送電システムへと送る。
大規模なものでは数百平方マイルの広大な敷地に数百の風力タービンが並ぶが、タービンとタービンの間の土地は農耕など他の用途に利用できる。洋上（海上、湖上）に設置することもあり、海や湖の水面上を吹きぬける強い風を利用できるという利点がある。

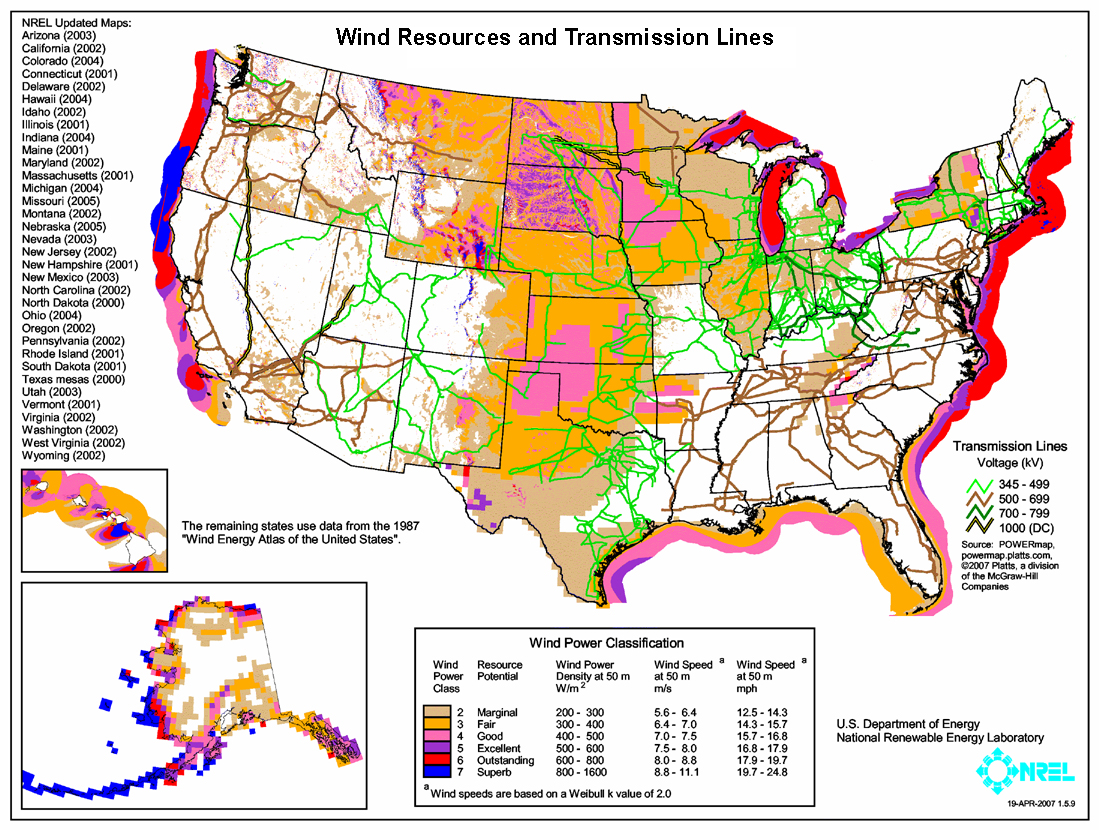
アメリカ合衆国における利用可能な風力の地図。風力密度によって色分けしてある。

一般に、風力発電機は風速が秒速4.5m（時速16km）以上のとき効率がよい。一年中一定の風が吹き、突風が吹きにくい場所が理想的である。タービン配置の重要な要素として、他に周辺の電力需要や送電網へのアクセスがある。
設置場所はまずウィンドアトラスに基づいて事前に選択し、実際に風を測定して評価する。大規模な風力プロジェクトの場所を選考するには気象学的な風のデータだけでは不十分で、現地の正確なデータが必要である。候補地の風向・風速といった詳細なデータを集めることが、プロジェクトが投資に見合うだけの成果を上げられるかを判定するのに重要である。風のデータは1年かそれ以上に渡って集められることが多く、風力発電機を設置する前に詳細な風の地図を作成する。
高度が高いほど障害物が少ないため、風はより強く吹く。高度による風速増加は地表付近ほど大きく、地勢、地表の凹凸、樹木や建物などの風の障害物の有無などに影響される。高度と風速は wind profile power law という法則に従う。これによると、風速は高度の7乗根に比例して増加する。したがって風力タービンの地表からの高さが2倍になると、風速は10%増大すると見積もられ、風力エネルギーは34%増加すると予測される。

## 陸上のウィンドファーム
世界初のウィンドファームは1980年12月、ニューハンプシャー州南部の Crotched Mountain に設置されたもので、30kWの風力タービン20基からなる。
2014年1月現在、世界最大のウィンドファームとしては、アメリカのアルタウインドエナジーセンターがあり、1300MW以上の発電能力を持っている。そのほか大規模なウィンドファームとしては ロスコー風力発電所、Horse Hollow Wind Energy Center（735.5MW）などがある。予定している。計画中の最大のものとしては中国の Gansu Wind Farm があり、20GW を予定している。
| 発電所                               | 現在の 発電能力 (MW) | 国             | 脚注        |
| ------------------------------------ | -------------------- | -------------- | ----------- |
| Biglow Canyon Wind Farm              | 450                  | アメリカ合衆国 | [ 6 ]       |
| Buffalo Gap Wind Farm                | 523.3                | アメリカ合衆国 | [ 7 ] [ 8 ] |
| Capricorn Ridge Wind Farm            | 662.5                | アメリカ合衆国 | [ 7 ] [ 8 ] |
| Dabancheng Wind Farm                 | 500                  | 中国           | [ 9 ]       |
| Fowler Ridge Wind Farm               | 599.8                | アメリカ合衆国 | [ 10 ]      |
| Horse Hollow Wind Energy Center      | 735.5                | アメリカ合衆国 | [ 7 ] [ 8 ] |
| パンサークリーク風力発電所           | 458                  | アメリカ合衆国 | [ 8 ]       |
| ロスコー風力発電所                   | 781.5                | アメリカ合衆国 | [ 11 ]      |
| スウィートウォーターウインドファーム | 585.3                | アメリカ合衆国 | [ 7 ]       |

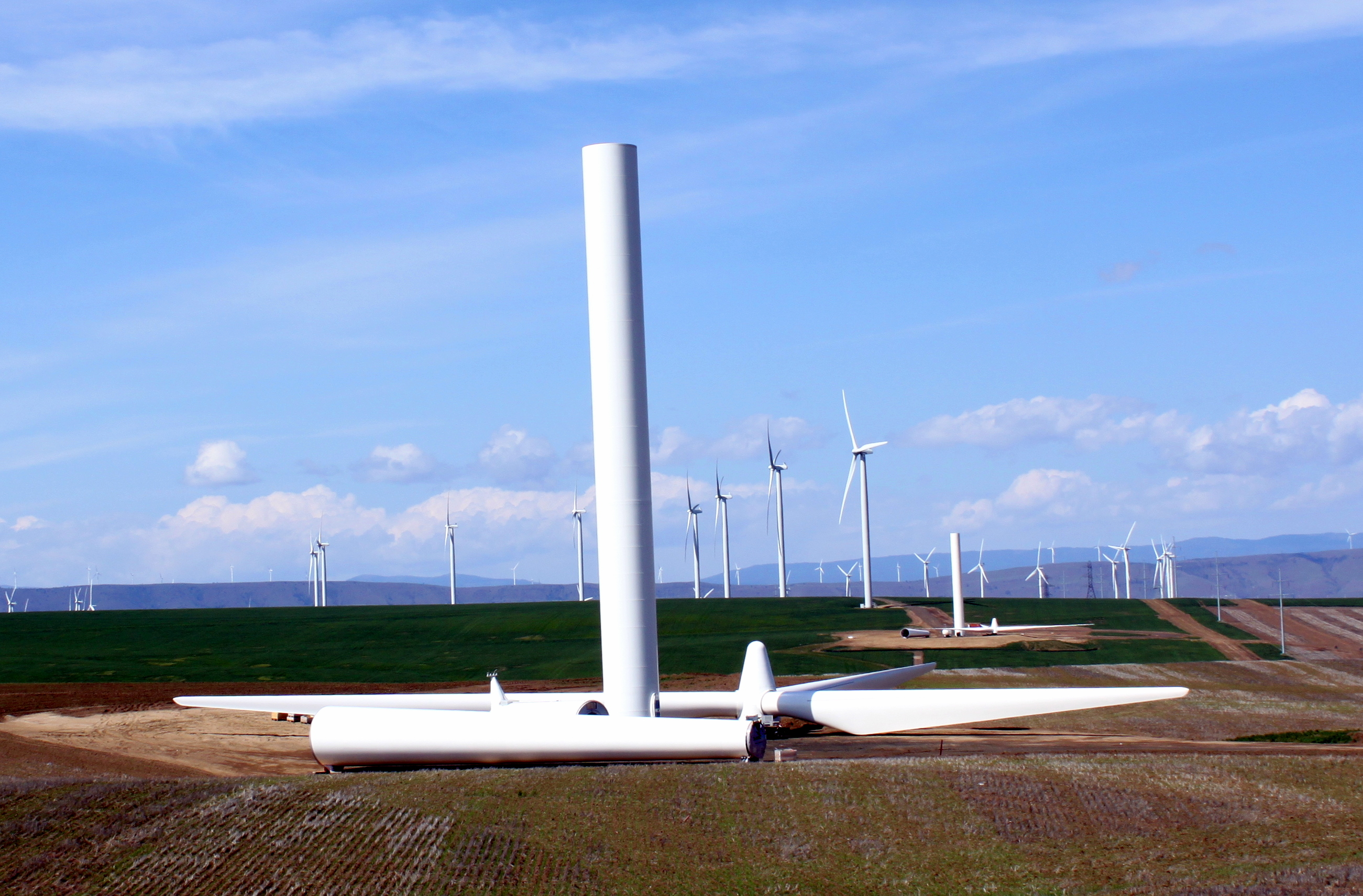
Biglow Canyon Wind Farm の建設中の風力タービン

陸上のウィンドファームは海岸線や川から3kmほど内陸の丘や山地の分水線に設置される傾向がある。そういった場所で海からの風が強くなることを利用している。30mずれただけで風力エネルギーが倍も変化することがあるため、設置場所の選定には細心の注意が必要である。

## 洋上のウィンドファーム

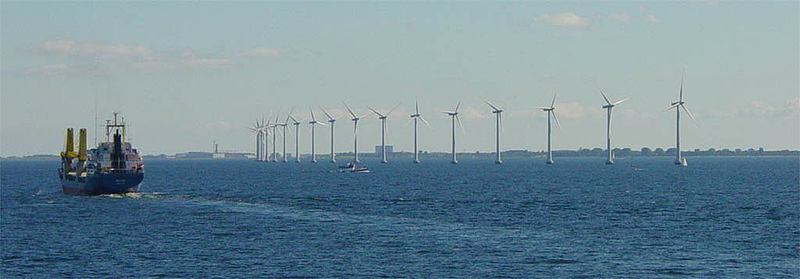
コペンハーゲン付近の洋上のウィンドファーム

洋上の風力エネルギー利用ではヨーロッパが先行しており、世界初の洋上ウィンドファームは1991年にデンマークで設置された。2010年現在、ベルギー、デンマーク、フィンランド、ドイツ、アイルランド、オランダ、ノルウェー、スウェーデン、イギリスの洋上で39のウィンドファームが稼働しており、総発電能力は2,396MWとなっている。ヨーロッパ全体で総計100GW（100,000MW）以上の洋上ウィンドファームの計画が提案されている。European Wind Energy Association は、2020年までに40GW、2030年までに150GWのウィンドファームが稼働すると推定している。
世界最大の洋上ウィンドファームはイギリスの London Array で発電能力は630MWであり、次いでイギリスの Greater Gabbard wind farm（504MW）である（2013年7月時点）。
| 発電所                    | 発電能力 (MW) | 国         | タービン数×機種       | 稼働開始 | 脚注                        |
| ------------------------- | ------------- | ---------- | --------------------- | -------- | --------------------------- |
| London Array              | 630           | イギリス   | 175 × Siemens SWT-3.6 | 2013年   | [ 13 ]                      |
| Greater Gabbard wind farm | 504           | イギリス   | 140 × Siemens SWT-3.6 | 2012年   | [ 14 ]                      |
| Walney                    | 367           | イギリス   | 102 × Siemens SWT-3.6 | 2012年   | [ 15 ] [ 16 ]               |
| Thanet                    | 300           | イギリス   | 100 × Vestas V90-3MW  | 2010年   | [ 17 ] [ 18 ]               |
| Horns Rev II              | 209           | デンマーク | 91 × Siemens 2.3-93   | 2009年   | [ 19 ]                      |
| Rødsand II                | 207           | デンマーク | 90 × Siemens 2.3-93   | 2010年   | [ 20 ]                      |
| Lynn and Inner Dowsing    | 194           | イギリス   | 54 × Siemens 3.6-107  | 2008年   | [ 21 ] [ 22 ] [ 23 ] [ 24 ] |
| Robin Rigg (Solway Firth) | 180           | イギリス   | 60 × Vestas V90-3MW   | 2010年   | [ 25 ] [ 26 ]               |
| Gunfleet Sands            | 172           | イギリス   | 48 × Siemens 3.6-107  | 2010年   | [ 26 ] [ 27 ]               |
| Nysted (Rødsand I)        | 166           | デンマーク | 72 × Siemens 2.3      | 2003年   | [ 21 ] [ 28 ] [ 29 ]        |

洋上の風力タービンは沖合いに設置されるので、その大きさや騒音が問題とならず、目立たないという利点がある。また陸地より水面の方が平坦であるため、平均の風速も一般に洋上の方が高い。設備利用効率は陸上の場合より遥かに高い。
カナダのオンタリオ州では五大湖を設置場所候補として考えており、例えば Trillium Power Wind 1 では湖岸から約20kmの場所で400MW以上の規模のウィンドファームが提案されている。カナダでは他に太平洋に面した西海岸でもウィンドファームが提案されている。
2010年現在、アメリカ合衆国には洋上のウィンドファームがない。しかし、東海岸、五大湖、西海岸など風力エネルギーが豊富な地域での開発が検討されている。

## 各地のウィンドファーム

### オーストラリア
| 発電所              | 発電能力 (MW) | 開発元                                       | 州                     |
| ------------------- | ------------- | -------------------------------------------- | ---------------------- |
| Capital Wind Farm   | 140           |                                              | ニューサウスウェールズ |
| Hallett Group       | 298           | AGL Energy                                   | 南オーストラリア       |
| Lake Bonney Group   | 278           | Infigen Energy                               | 南オーストラリア       |
| Portland Group      | 132           |                                              | ビクトリア             |
| Waubra Wind Farm    | 192           | Acciona Energy & ANZ Infrastructure Services | ビクトリア             |
| Woolnorth Wind Farm | 140           | Roaring 40s & Hydro Tasmania                 | タスマニア             |

### カナダ
| 発電所                         | 発電能力 (MW) | 位置                                                              | 州                     |
| ------------------------------ | ------------- | ----------------------------------------------------------------- | ---------------------- |
| Anse-à-Valleau Wind Farm       | 100           | 北緯49度03分36秒 西経64度33分18秒 / 北緯49.06000度 西経64.55500度 | ケベック               |
| Caribou Wind Park              | 99            | バサーストから西に70km                                            | ニューブランズウィック |
| Centennial Wind Power Facility | 150           | スウィフトカレント                                                | サスカチュワン         |
| Enbridge Ontario Wind Farm     | 181           | キンカーディン                                                    | オンタリオ             |
| Erie Shores Wind Farm          | 99            | ポートバーウェル                                                  | オンタリオ             |
| Jardin d'Eole Wind Farm        | 127           | サン＝テュルリック                                                | ケベック               |
| Kent Hills Wind Farm           | 96            | リバーサイド＝アルバート                                          | ニューブランズウィック |
| Melancthon EcoPower Centre     | 199           | メランクソン                                                      | オンタリオ             |
| Port Alma Wind Farm            | 101           | チャタム・ケント                                                  | オンタリオ             |
| Prince Township Wind Farm      | 189           | スーセントマリー                                                  | オンタリオ             |
| St. Leon Wind Farm             | 99            | セントレオン                                                      | マニトバ               |
| Wolfe Island Wind Project      | 197           | フロンテナックアイランズ                                          | オンタリオ             |

### 中国

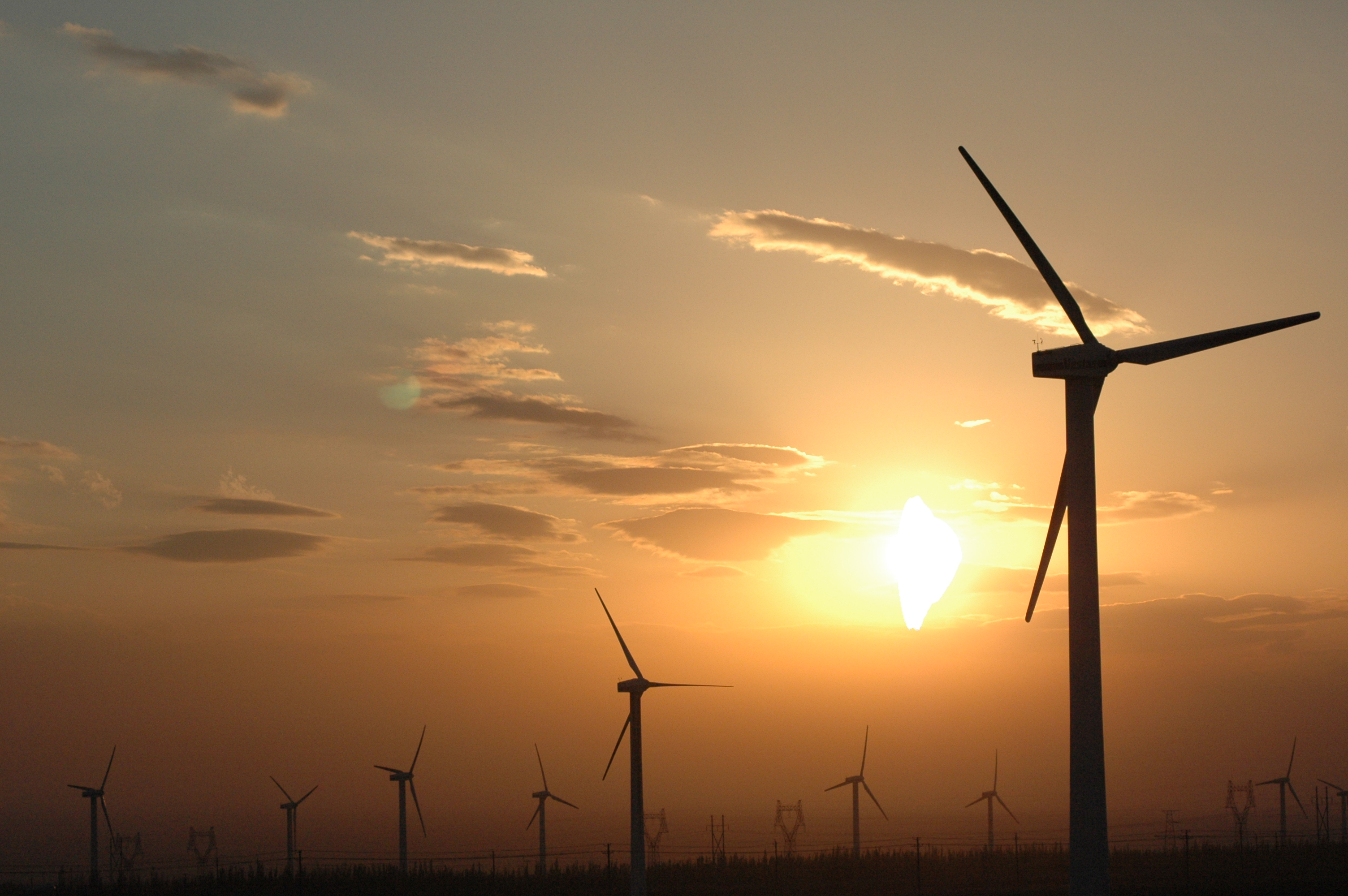
中国新疆ウイグル自治区のウィンドファーム

2009年末時点で中国の風力発電の総発電能力は25.1GWであり、中国は風力発電が経済成長にとって重要な要素だと認識している。国土が広く海岸線も長いため、中国の風力資源は豊富である。ハーバード大学と清華大学の研究によれば、中国は2030年までの電力需要を全て風力エネルギーでまかなえるという。
2008年末時点で、少なくとも15の中国企業が風力タービンを生産しており、さらに多くの企業が部品製造などで関わっている。1.5MWから3MWの風力タービンが一般的となってきた。中国の主な風力タービンメーカーとして Goldwind、Dongfang Electric、華鋭風電があり、他にも海外の主な風力タービン製造業者が中国でのマーケティングを行っている。また中国では小型の風力タービンの生産も増えており、2008年には約8万基（総計80MW）を製造した。中国の風力発電産業は急激に発展しており、世界金融危機にも影響を受けなかったという。
2009年、中国の風力発電能力はアメリカとドイツに次いで世界第3位となり、設置された風力発電の総発電能力は2009年末までに20GWに達した。Global Wind Energy Council によれば、中国での風力エネルギー開発の規模とペースは世界的にも比類ないものだという。全国人民代表大会常務委員会は、再生可能エネルギーで発電された全電力を買い取ることを中国国内のエネルギー企業に義務付けた法律を成立させた。

### 欧州連合

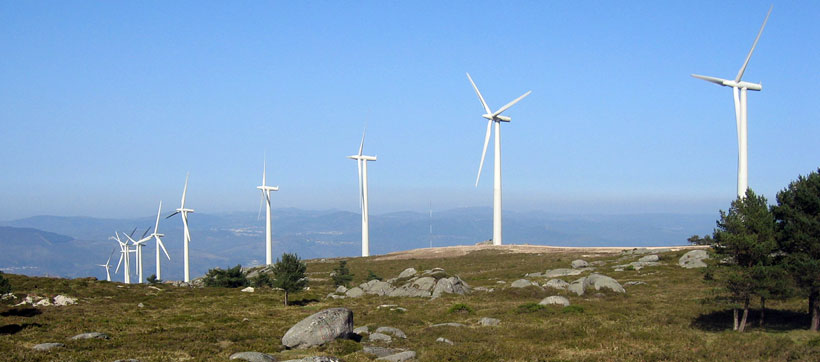
スペイン ガリシア州の山岳地帯にあるウィンドファーム

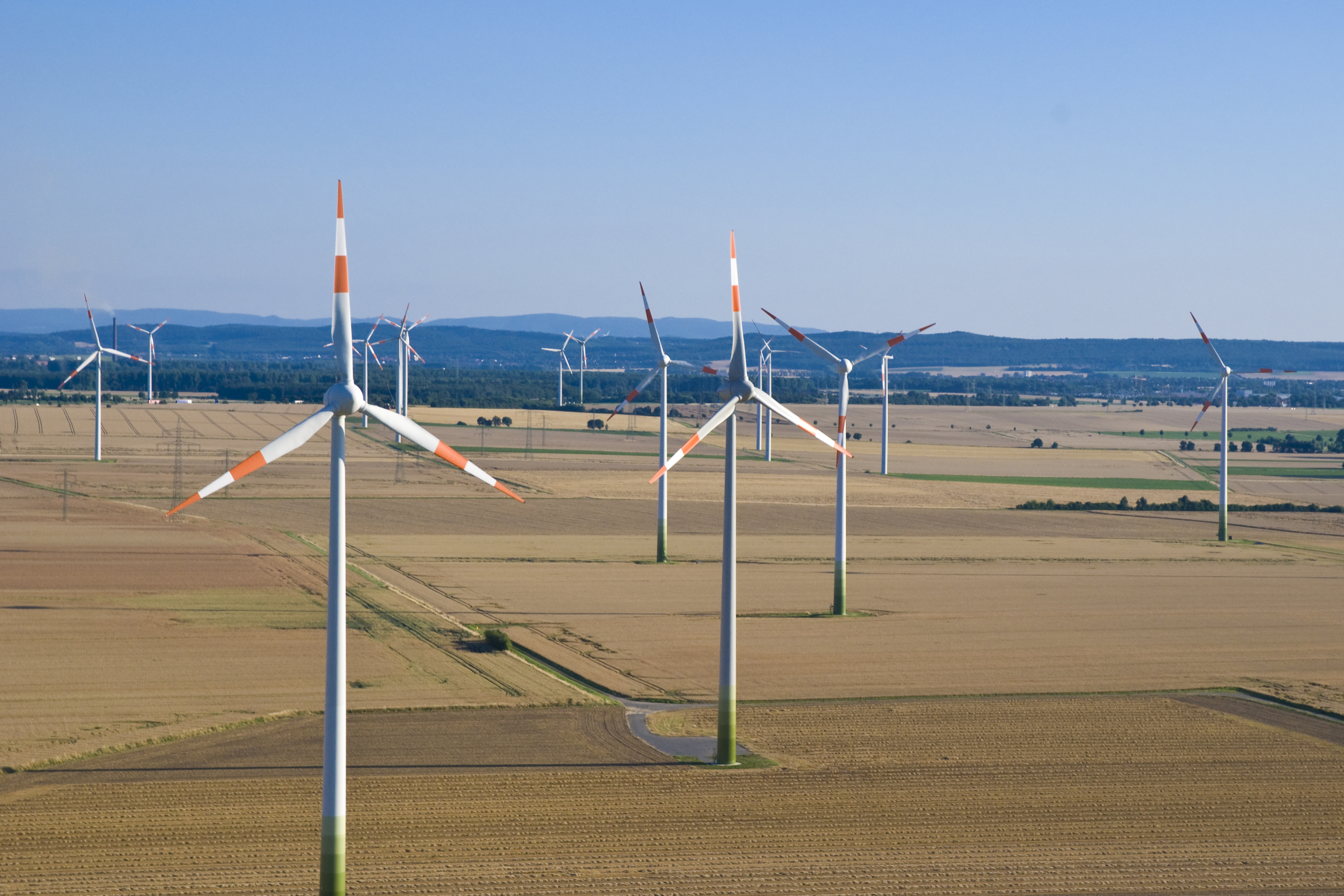
ドイツ ニーダーザクセン州にあるウィンドファーム

欧州連合での風力発電の総発電能力は74,767MWである。ドイツはアメリカ合衆国に次いでウィンドファームの数が多く、2009年末時点の発電能力は25,777MWとなっている。発電能力で世界第4位はスペインの19,149MWで、6位がイタリアの4,850MWである。
2006年、イギリス政府は世界最大の洋上ウィンドファーム London Array の計画を承認した。ケントの海岸から12マイルの沖合いに341基の風力タービンを設置する計画である。
風力発電普及の最大の障害となっているのは、ウィンドファームでの発電量が間欠的だという点である。多くの場合、風は一日中吹いているわけではないため、発電できない時間の電力需要をまかなうバックアップ手段が必要とされる。これに対処するため、国ごとの電力網を相互接続した「スーパーグリッド」が提案されている。これはデンマークから北海経由でイングランドまでを結び、さらにケルト海経由でアイルランド島を接続し、南にはフランスやスペインまでを繋ぐ西ヨーロッパをまたぐ電力網を構成するという構想で、特に世界最大のウィンドファームになるといわれているスペインのイゲルエラのウィンドファームをスーパーグリッドに接続することが構想されている。例えば、低気圧がデンマークからバルト海に移動すると、次の低気圧がアイルランドに近づいてくると言われており、スーパーグリッドの領域内で常にどこかで風が吹いていることになるという。

### アメリカ合衆国

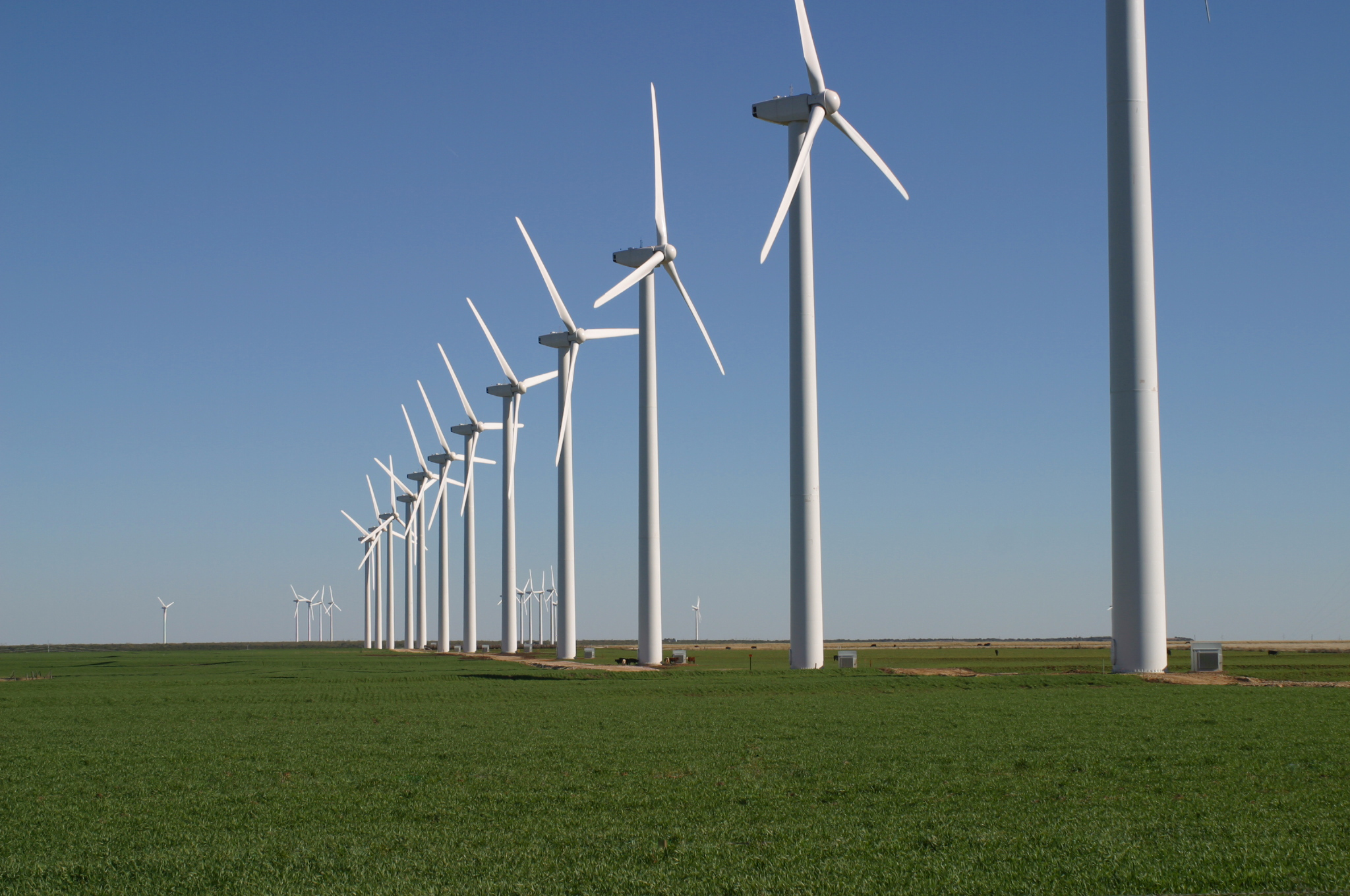
Brazos Wind Farm（テキサス州西部平原）

2009年末時点で、アメリカ合衆国に設置された風力発電の総発電能力は35GWを超え、ドイツのそれを越えて世界第1位となっている。風力発電はアメリカの総発電量の約2%を担っている。
2008年には8,800MWの風力発電所が新たに稼働し、2009年には9.900MW以上が新たに稼働している。2009年に新たに稼働したぶんの発電量は、一般家庭240万世帯の電力需要に匹敵し、原子力発電所3カ所ぶんに匹敵する。
このままのペースで風力発電の開発が進むと、2030年にはアメリカの電力の20%を風力発電でまかなうことになる。2008年の成長は約170億ドルの経済効果をもたらし、風力発電は天然ガスと共にアメリカの新たな主要な発電リソースとなった。2008年に新たに追加された発電能力のうち約42%が風力発電だった。

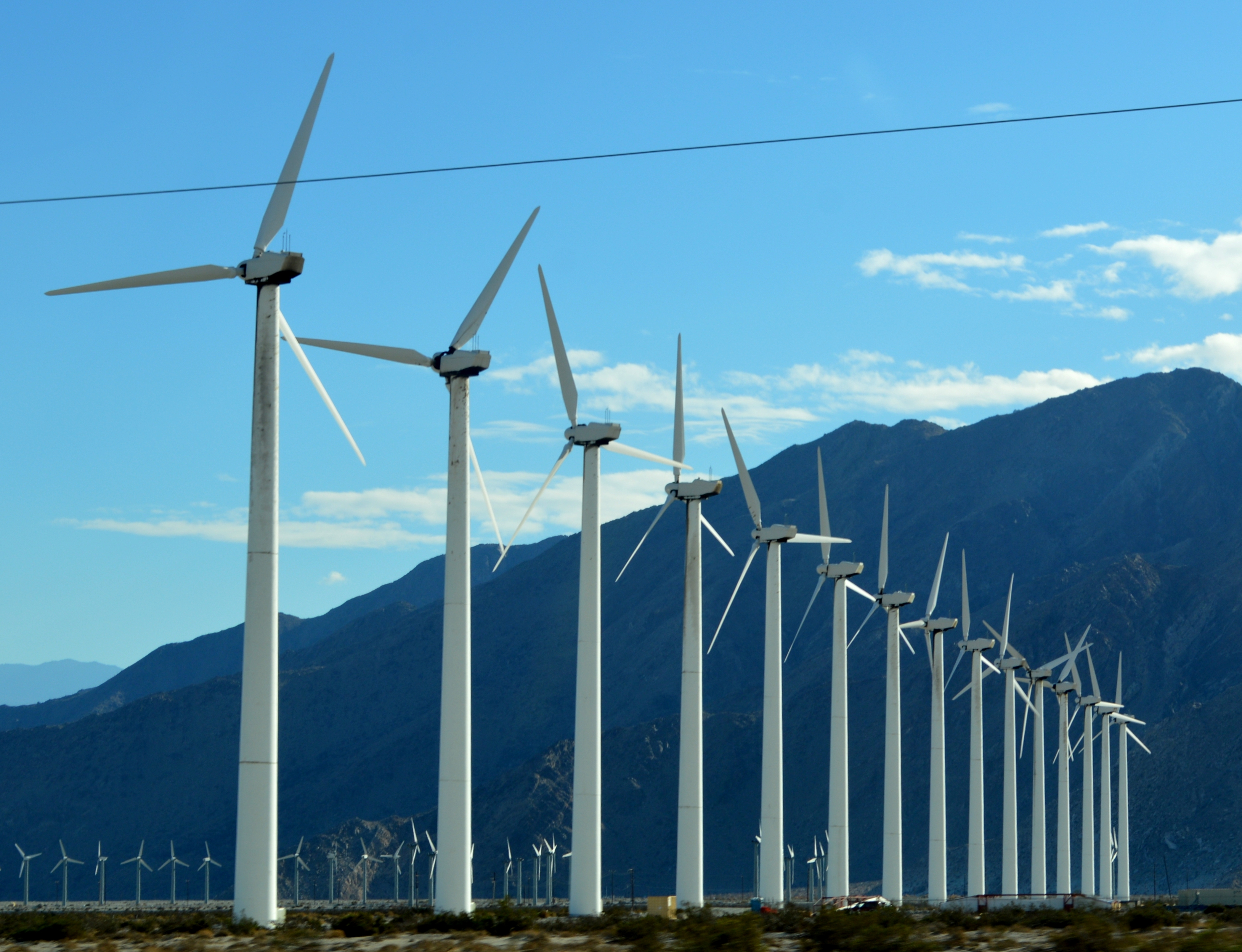
サンゴルゴニオ峠ウィンドファーム（カリフォルニア州リバーサイド郡）

2008年末時点で、アメリカでは85,000人が風力発電関連で働いており、国内の風力タービン製造最大手はGEエナジーである。ウィンドファームの建設によってその地方の税収が増し、土地を提供した農民には安定した収入源となり、農村の経済が活性化した。風力発電はアメリカ合衆国の約900万世帯弱の電力需要をまかなえるほどの発電量であり、毎年5700万トンの温室効果ガスを抑制している。これは、アメリカの発電関連の温室効果ガス排出量の2.5%に相当する。
ウィンドファームの発電能力を州ごとに見ると、テキサス州が9,728MWで最も大きく、次いでアイオワ州が3,670MWである。テキサス州には Roscoe Wind Farm (780 MW) という世界最大のウィンドファームがある。

## 影響

### 環境と景観への影響

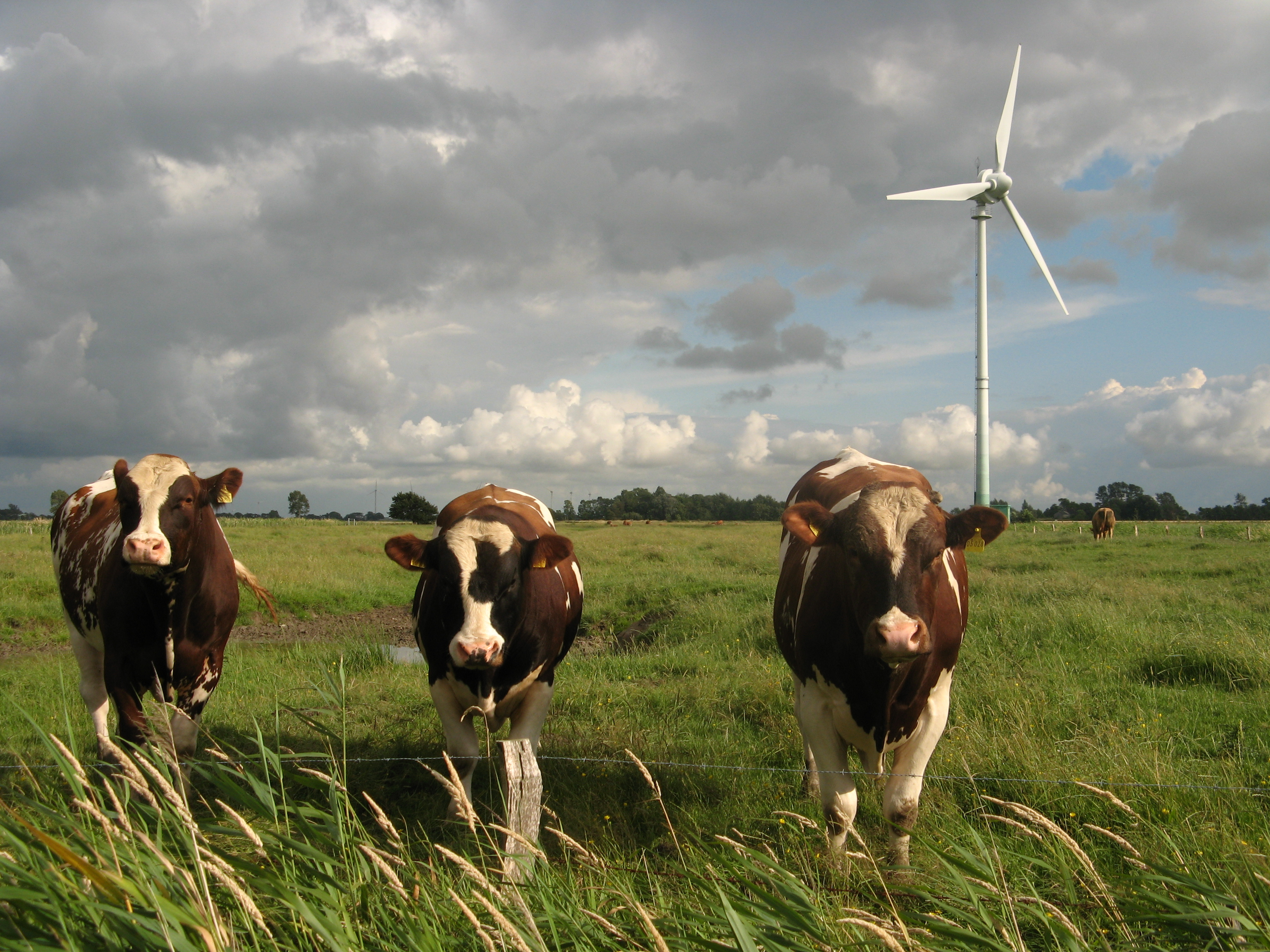
風力タービンの近くで草を食べる家畜

従来のエネルギー源が環境に与える影響に比較すると、風力発電の環境への影響（特に温室効果ガス）は小さい。しかし、鳥が風車に巻き込まれて死ぬなどの影響が指摘されている。風力発電は水を消費せず、化石燃料を使った従来の発電方式と違って燃料も消費しないため大気汚染を発生しない。風力発電所の資材を製造し、現地まで輸送し建設するのに消費したエネルギーは、その発電所を数カ月稼働させることで取り戻せる。ミズーリ州立大学の科学者 Garrett Gross は「得られるものに比べれば、環境への影響は非常に小さい」という。風力発電には広い土地を必要とするが、風力タービンの間の土地を農業などに利用することは可能である。
鳥や蝙蝠への危険は多くの場所で問題となっているが、他の人間の活動によっても鳥は死んでいるし、特に化石燃料使用の環境への影響に比べれば大した問題ではないという者もいる。一方、ウィンドファーム建設に反対する人々もいる。絶滅が危惧されているカリフォルニアコンドルが南カリフォルニアの Tehachapi Pass ウィンドファームで死んでいる証拠があるとされている。蝙蝠は重要な移動の時期に危険にさらされると見られている。これらの種の現在の生息数やウィンドファームでの死がどう影響しているかについては何もわかっていない。10km以上沖合いの洋上のウィンドファームは蝙蝠に影響することはないが、付近に鳥のコロニーがあった場合の影響を懸念する研究者もいる。
景観も一部地域では問題とされてきた。アメリカ合衆国では、マサチューセッツ州の Cape Wind プロジェクトが景観が損なわれるという付近住民の反対によって何年も遅延してきた。イギリスでの意識調査によると、70%以上の人々がウィンドファームの景観を気にしないかむしろ好ましいと感じている。スコットランドのアードロサーンの町会議員によれば、Ardrossan Wind Farm について大部分の地元住民が景観が改善されたと感じているという。それによると風力タービンが並ぶ様子は印象的で、町を落ち着いた雰囲気にする効果があるという。

### 地上レーダーへの影響

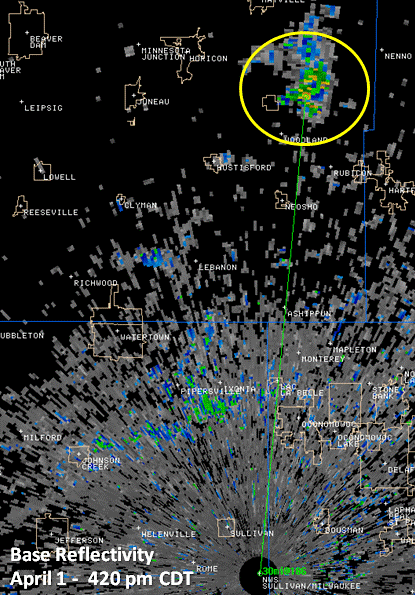
レーダーマップに見られる集合型風力発電所の干渉（黄色の円の部分）

防衛、気象観測、航空交通管制などに使われる地上レーダーはウィンドファームに影響を受ける。大きく素早く回転しているタービンのブレードがレーダーの信号を反射し、その反射波を航空機や気象パターンと見間違うことがある。基本的な物理的制約がなければ、ウィンドファーム周辺の航空機や気象パターンの識別は正確に行える。しかし、老朽化したレーダー施設については問題があるとされている。米軍はいくつかの基地で風力タービンを使っている。

#### 現象
干渉のレベルはレーダー内の信号処理によるもので、航空機の速度や航空機と風力タービンのレーダーとの相対的な向きが関係する。ウィンドファームのタービンのブレードの上空を飛ぶ航空機は、ブレードの先端が航空機並みの速度で移動しているために検出できなくなる可能性がある。現在この干渉のレベルを特定し、将来のウィンドファーム建設に生かすための研究が行われている。問題は隠蔽、散乱、信号の変化などを含む。このレーダー問題によりアメリカでは10,000MWぶんのプロジェクトが行き詰っている。
状況によっては、風力タービンからの（一次レーダーまたは二次レーダーによる）レーダーの応答はほとんどないか、あるいはあっても橋の上を通る自動車や煙突程度のものである。一部の長距離レーダーはウィンドファームによる影響を受けない。

#### 対策
恒久的解決策としては、ウィンドファーム上空を飛ぶ航空機を追跡する際にタービンからの反射波を防ぐなどが考えられる。イングランドのニューカッスル国際空港では短期的対策としてウィンドファームのタービンの反射波がレーダーマップに表示されないようソフトウェアにパッチをあてている。
ステルス性のあるタービンブレードも開発されており、レーダー波の反射を抑えることができる。同時にレーダー側でもタービンの干渉をフィルターで取り除くシステムの研究がなされている。
2011年初め、アメリカ政府はレーダー/風力タービンの分析ツール開発のための予算を承認した。このツールはウィンドファーム建設前にレーダーへの影響を予測するもので、レーダーシステムに影響が出ないようタービンの配置を変えたり、場合によってはウィンドファーム建設を中止するといった判断が可能になる。

### 農業への影響
ウィンドファームに反対する人々は、風力タービンが単に耕作地の一部を占めるだけでなく農作物にダメージを与えるとしている。アメリカでの最近の2件の研究によると、逆の結果が出ている。イリノイ大学で大気を研究している教授 Somnath Baidya Roy が2010年10月に学術誌PNASに発表した論文によれば、ウィンドファームに隣接した場所では日中の気温が若干低くなり、夜間の気温が若干高くなるという。Royはこれを風車が発生する乱気流の効果だとしている。
コロラド大学の Gene Takle と Julie Lundquist がアメリカ地球物理学連合のサンフランシスコでの会議（2010年12月13-18日）で発表した研究ではアメリカ中部のトウモロコシと大豆について分析し、風力タービンの発生した微気候が春と秋の霜を防止し、病害を防ぐ効果もあり、作物が改善されるとした。また、盛夏の猛暑のころも作物周辺の温度は周囲よりも2.5から3度下がるため、トウモロコシの栽培に違いをもたらすという。